# 그리고 모든 증오가 시작되는 곳
《그리고 모든 증오가 시작되는 곳》 약칭 증오시작은 대한민국의 블루 아카이브 팬픽 소설이다.

## 줄거리
어느 날, 선생에게 저주가 내려졌다.
학생들에게 '선생'은 원수가 되었고, 그는 하루아침에 모든 것을 잃어버린 처지가 되었다.
하지만 선생은 학생들을 원망하지 않는다. 그는 '선생'이니까.
그리고, 키보토스에 닥쳐올 재앙에 선생은 또 맞서야만 했다.

작품 소개

스토리를 장 단위로 구분하여 전개하고 있다. 1, 2장에 비해 3장이 긴 편에 속한다. 그러나 187화 작가의 말에 의하면 3장도 거의 끝나가고 있으며, 4장까지 가면 절반은 쓴 거라고 한다. 그리고 4장은 3장처럼 길지는 않을 거라고 한다.
- 1장: 1~21화
- 2장: 22화 ~ 86화
- 3장: 87화 ~ 220화 예정 (진행 중)